# Svjetsko prvenstvo za motocikle s prikolicom
Prvenstvo svijeta za motocikle s prikolicom (eng. Sidecar World Championship) je motociklističko natjecanje u organizaciji FIM-a. Pobjednik godišnjeg natjecanja je onaj tko osvoji najviše bodova u 17 utrka. Jedna od utrka motocikala s prikolicom organizira se u Hrvatskoj na Automotodromu Grobniku, koji je jedna od samo pet svjetskih staza na kojima se voze FIM GP utrke Super Side prvenstva, dvije bodovne utrke, kraća „sprint“ i dulja „gold“. Ostale staze gdje se održavaju utrke su Le Mans u Francuskoj, Oschersleben u Njemačkoj, Panoniaring u Mađarskoj, Assen u Nizozemskoj. Među najuspješnijim posadama su braća Ben i Thomas Birchall iz Velike Britanije, Finci Pekka Päivärinta i Kirsi Kainulainen, Nizozemci Bennie Streuer i Kevin Rousseau i Britanci John Holden i Mark Wilkes. Otac Benniea Streuera Egbert Streuer bio je trostruki svjetski prvak u motociklu s prikolicom od 1984. do 1986. godine. Zasad ima samo jedna jedina standardna klasa Velikih nagrada utrka motocikala s prikolicom, klasa do 600 ccm.

## Match, Sprint, Gold
Organizatori su od 2005. stvorili novi format natjecanja u kojem su tri vrste utrka. Prvenstvena runda može imati sve tri bodovne vrste utrka. Ponekad može biti samo jedna bodovna trka (Gold Race) u jednoj rundi, obično kad je potporna priredba glavnoj kao što je MotoGP.
- Match Race. Sastavi su podijeljeni u skupine i utrke su vrlo kratke. Pobjednici i bolje plasirani sastavi napreduju u sljedeći krug (polufinale), sve dok ne ostane šest najbojlih za završnu utrku. Tipična dužina dužina utrke je tri kruga.
- Sprint Race. Svi sastavi sudjeluju u kratkoj utrci. Tipična dužina je dvanaest krugova.
- Gold Race. Svi sastavi sudjeluju u dugoj utrci, obično dvostruko duže od dužine utrke za "sprint".

## Vanjske poveznice
- Službene stranice